# Henry Louis Mencken
Henry Louis Mencken (Baltimora, 12 settembre 1880 – Baltimora, 29 gennaio 1956) è stato un giornalista e saggista statunitense, nonché curatore editoriale, conosciuto come il "Saggio di Baltimora", ed è noto soprattutto per la pungente satira della società puritana del suo Paese e per i suoi studi di linguistica, attività che lo hanno reso uno dei più influenti scrittori statunitensi della prima metà del XX secolo.

## Vita
Mencken nasce da August Mencken, di origine tedesca, proprietario di una fabbrica di sigari. A tre anni, la sua famiglia trasloca in una nuova casa al 1524 Hollins Street, nel quartiere di Union Square, a Baltimora. Tranne che per una parentesi di cinque anni, durante il matrimonio, Mencken vivrà in quella casa per tutto il resto della sua vita. I genitori di Mencken insistono perché la sua educazione superiore verta più sul lato pratico che su quello intellettuale; Mencken allora s'impegna in un corso serale di copista per l'editoria e per il commercio. Quelle lezioni rappresentano tutta l'educazione convenzionale di Mencken nel campo del giornalismo, e in realtà in ogni altra materia, poiché Mencken non frequenterà mai il college.
Mencken diventa reporter del Baltimore Morning Herald nel 1899; si trasferisce al The Baltimore Sun nel 1906. Continua a contribuire al Sun, prima a tempo pieno, poi occasionalmente, fino al 1948, anno in cui smette di scrivere. Nel giro di pochi anni, Mencken comincia a scrivere gli editoriali e i corsivi grazie a cui diventerà famoso. Al contempo, Mencken scrive racconti brevi, un romanzo e persino dei componimenti poetici – che successivamente disconoscerà. Nel 1908 diventa critico letterario per lo Smart Set, e nel 1924, insieme a George Jean Nathan, fonda e dirige l'American Mercury, pubblicato da Alfred A. Knopf. Il magazine ottiene presto diffusione nazionale e diventa molto influente nei campus universitari di tutta America. Nel 1933, Mencken si dimette da direttore.
Nel 1930 Mencken sposa Sara Haardt, professoressa di inglese al Goucher College di Baltimora e scrittrice, di diciotto anni più giovane di lui. La Haardt era stata impegnata nella lotta per la ratifica del Diciannovesimo Emendamento in Alabama. I due si sono conosciuti nel 1923, durante una lezione di Mencken a Goucher, a cui fanno seguito sette anni di corteggiamento. Il matrimonio ottiene le prime pagine dei giornali nazionali. Molti si dicono sorpresi che Mencken, che aveva definito il matrimonio come "la fine della speranza" e che era ben noto per farsi beffe delle relazioni tra i sessi, avesse deciso di convolare a nozze. "Lo spirito santo mi ha informato e ispirato", afferma Mencken. "Come tutti gli infedeli, io sono superstizioso e seguo sempre i presentimenti: questo sembra essere superbo". Il matrimonio è ancora più sorprendente perché Mencken sposa una cittadina dell'Alabama, nonostante abbia scritto dei saggi aspramente critici sul Sud degli Stati Uniti. La Haardt soffre di tubercolosi per tutta la durata del matrimonio e muore nel 1935 di meningite, lasciando Mencken nel dolore. Mencken ha sempre supportato gli scritti di sua moglie e, dopo la sua morte, ha fatto in modo che una raccolta dei suoi racconti brevi venisse pubblicata con il titolo Southern Album.
La Grande depressione e il New Deal, che Mencken non sosteneva, sono i fattori per cui Mencken esce di moda, nonché per il suo mancato supporto alla partecipazione degli Stati Uniti alla seconda guerra mondiale e per la sua avversione personale nei confronti del Presidente Franklin Delano Roosevelt. Smette di scrivere sul Baltimore Sun per alcuni anni, concentrandosi sulle sue memorie e su altri progetti da direttore, ma continuando a prestarsi come consigliere per il giornale che gli ha fatto da casa durante tutta la sua carriera. Nel 1948, torna brevemente sulla scena politica, seguendo l'elezione presidenziale che vede il Presidente Harry S. Truman opposto al repubblicano Thomas E. Dewey e a Henry A. Wallace del Progressive Party (US, 1948). Dopo le elezioni, Mencken è vittima di un colpo apoplettico che lo lascia sveglio e completamente cosciente ma impossibilitato a leggere, scrivere e parlare. Oltre alla sua ultima campagna politica, i suoi ultimi lavori consistono in saggi ironici, aneddotici e nostalgici, pubblicati prima dal The New Yorker e poi raccolti nei libri Happy Days, Newspaper Days e Heathen Days.
Dopo l'ictus, Mencken si dedica all'ascolto della musica classica Europea e alle conversazioni con gli amici, ma a volte si riferisce a se stesso parlando al passato remoto, come se fosse già morto. Preoccupato di come sarebbe stato percepito dopo la morte, Mencken mette in ordine le sue carte, le sue lettere, le colonne e i ritagli di giornale, persino le pagelle scolastiche, nonostante sia impossibilitato a leggere. Questi materiali sono disponibili agli studiosi in apposite occasioni (nel 1971, 1981 e 1991) e includono centinaia di migliata di lettere inviate e ricevute - le uniche omissioni sono le lettere "strettamente personali" ricevute dalle donne.
Mencken muore il 29 gennaio del 1956. Viene seppellito nel cimitero di Loudon Park, a Baltimora. Il suo epitaffio recita:
(Epitaffio di H.L. Mencken)
Dopo la sua morte, questa frase viene incisa su una placca posizionata nell'atrio del Baltimore Sun. Mencken ha suggerito questo epitaffio per se stesso in un pezzo scritto per lo Smart Set molte decadi prima.

## L'"uomo di idee"
Grazie alle sue capacità di editor e "uomo di idee", Mencken divenne amico intimo delle principali figure letterarie del suo tempo, tra cui Theodore Dreiser che lo presenta a Charles Fort e alla Fortean Society, Francis Scott Fitzgerald, Ben Hecht, Sinclair Lewis, James Branch Cabell, and Alfred Knopf, così come divenne mentore per molti giovani reporter, tra cui Alistair Cooke. Si batté inoltre per i lavori di quegli artisti che considerava meritevoli. Per esempio, affermò che opere come Caught Short! A Saga of Wailing Wall Street (1929), di Eddie Cantor facevano di più per tirare l'America fuori dalla Grande depressione che tutte le misure governative messe insieme. Fu anche mentore di John Fante. In una lettera del luglio 1934, Ayn Rand si riferì a Mencken come "il maggiore rappresentante di una filosofia" a cui desiderava dedicare la sua vita e, negli anni successivi, lo indicò come il suo columnist preferito.
Mencken fu un ammiratore sincero di Friedrich Nietzsche – fu il primo autore di lingua inglese a produrre un'analisi accademica delle opere e della filosofia di Nietzsche – e di Joseph Conrad. Il suo humour e la sua satira erano debitrici di Ambrose Bierce e di Mark Twain. Si schierò in difesa di Theodore Dreiser, ammettendo francamente i suoi errori, affermando in maniera schietta che Dreiser spesso scrivesse male e che fosse un credulone. Mencken espresse anche il suo apprezzamento per William Graham Sumner e il rimpianto per non averlo mai conosciuto personalmente.
Per Mencken, Le avventure di Huckleberry Finn è l'opera migliore della letteratura americana. Gran parte del libro si riferisce a quanto ingenui e ignoranti siano i "cafoni" (come Mencken li chiamava) che vengono imbrogliati da truffatori come i patetici "Duke" e "Dauphin", gli scagnozzi con cui Huck e Jim viaggiano lungo il Mississippi. I due artisti della truffa raggirano la gente esibendosi in ispirati discorsi sulla temperanza alcoolica (in modo da ottenere denaro per ubriacarsi), come pii uomini "redenti" che cercano fondi per delle lontane missioni evangeliche (e per pirati d'alto mare, nondimeno), e come colti dottori in frenologia (parola che a stento riescono a pronunciare). Mencken interpretò il romanzo come un'allegra rappresentazione del lato oscuro dell'America, un posto dove la democrazia, seconda la definizione di Mencken, è l'adorazione degli sciacalli da parte dei somari.
Mencken era in cima alla sua professione durante i ruggenti anni venti, quando un backlash contro l'era dell'eccezionalismo americano, successivo alla vittoria nella prima guerra mondiale, e contro l'espansione del governo (esemplificata dagli attacchi anti-radicali del procuratore Palmer), condusse molti letterati americani a trasferirsi in Europa, o a protestare; Mencken fu probabilmente il più battagliero tra questi ultimi. L'etichetta di antiamericano è un epiteto negativo al giorno d'oggi (e, in forma minore, anche ai tempi di Mencken); ma il termine non veniva usato per diffamare Mencken. Egli sarebbe stato felicissimo di essere chiamato "anti-Americano"; il suo spirito da bastian contrario e la sua ammirazione per la cultura europea (tedesca, in particolare) lo portarono a produrre montagne di aspri attacchi, senza rimorsi, su quasi tutti gli aspetti della cultura americana.
Come autore di libri e opinionista noto in tutto il Paese, attaccò soprattutto l'ignoranza, l'intolleranza, le "frodi", il fondamentalismo cristiano, l'osteopatia, la chiropratica, la Democrazia, il Comunismo, l'Islamismo, il Politicamente corretto e quelli che chiamava i “Booboise” (cafoni), ossia la classe media ignorante. Nel 1926, si fece deliberatamente arrestare per aver venduto un numero del The American Mercury che era stato censurato a Boston a causa della legge Comstock contro le oscenità. Mencken non solo si fece beffe delle figure pubbliche che non gli piacevano, ma anche dello stato in cui versava la stessa democrazia Americana: nel 1931, in Arkansas, passò una mozione che invitava a pregare per l'anima di Mencken dopo che questi aveva definito lo Stato come la "capitale di Moronia" (la terra dei cretini).
Non era raro che Mencken, nei suoi scritti, prendesse posizione più col proposito di scioccare che per una convinzione radicata, come nel saggio in cui suggeriva che fosse possibile dimostrare come la razza anglosassone fosse la più codarda nella storia dell'umanità. Mencken lo scrisse in un periodo in cui molti dei suoi lettori consideravano gli anglosassoni come il vertice massimo della civiltà occidentale.
Mencken è forse maggiormente ricordato, al giorno d'oggi, per The American Language, uno studio in più volumi su come veniva parlato l'Inglese negli Stati Uniti, e per il suo reportage satirico del processo Scopes (sull'insegnamento del creazionismo e dell'evoluzionismo nelle scuole pubbliche), che proprio lui soprannominò il processo "della scimmia di Scopes".

## Posizioni

### Elitarismo
Piuttosto che sostenere la superiorità di una razza su un'altra, Mencken credeva che ogni comunità, da quella dei portabagagli, ai neri, ai giornalisti o agli artisti; producesse poche persone di chiara superiorità. Considerava i gruppi di pari come uguaglianze gerarchiche, che conducevano a una sorta di elitarismo spontaneo, a un'aristocrazia naturale. Gli individui "superiori", dal punto di vista di Mencken, sono quelli che vengono ingiustamente oppressi e disprezzati dalla loro stessa comunità; ma che, tuttavia, si distinguono per la loro forza di volontà e per la realizzazione personale; e non certo per la razza o per il censo di nascita. Certamente, basandosi sul suo retaggio culturale, sul successo e sull'etica del lavoro, Mencken si considerava membro di questa categoria.
Nel 1989, seguendo le sue istruzioni, Alfred A. Knopf ha pubblicato il “diario segreto” di Mencken col titolo The Diary of H. L. Mencken. Secondo un articolo del 5 dicembre 1989, apparso sul Daily Breeze e intitolato Il diario segreto di Mencken mostra inclinazioni razziste, le opinioni di Mencken turbarono persino Charles A. Fecher di Baltimora, lo "studioso simpatizzante di Mencken che ne ha curato l'edizione". C'era un club a Baltimora chiamato il Maryland Club che aveva un solo membro ebreo e questo membro morì. Secondo l'articolo, Mencken disse: "Non c'è nessun altro ebreo a Baltimora che sembri adatto al ruolo". E il diario riportava, nel 1943, a proposito dei neri: "Non si può trovare niente che somigli a discrezione o giudizio in una donna di colore" Ma la violenza contro i neri faceva imbestialire Mencken. Per esempio, disse a proposito di un linciaggio avvenuto in Maryland:
"Non un solo pezzo grosso venne fuori durante l'emergenza, benché l'intera città sapesse cosa stava succedendo. Chiunque, in quel mucchio di cotanti papaveri, avrebbe potuto fermare quel crimine, se solo avesse minacciato di denunciare quelli che lo stavano perpetuando; invece nessuno parlò. Così Williams è stato puntualmente impiccato, bruciato e mutilato".
Un'altra accusa sollevata contro di lui riguardava quanto fosse ossessionato dall'importanza dello status sociale o dalle classi sociali. Per esempio, Mencken interruppe una relazione duratura con la sua fidanzata, Marion Bloom, quando stavano per sposarsi. I critici dissero che era successo perché la Bloom non era sufficientemente ricca, di ceto elevato e sofisticata per lui. Mencken, d'altro canto, affermò di aver messo fine alla relazione perché la donna si era convertita alla Christian Science, che lui disprezzava.